# 알렉산드르 흘로포닌

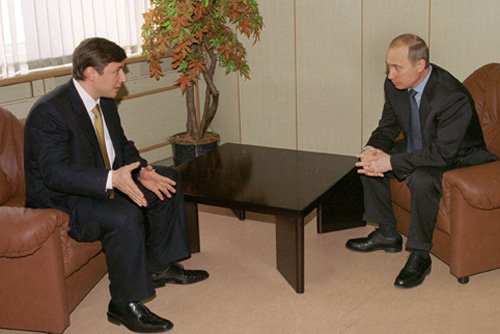
흘로포닌 (왼쪽) 과 푸틴 (오른쪽)

알렉산드르 겐나디예비치 흘로포닌(러시아어: Александр Геннадьевич Хлопонин, 1965년 3월 6일, 스리랑카, 콜롬보 ~ )은 러시아의 사업가이자 정치인으로, 2010년부터 북캅카스 연방관구 대통령 전권 대표를 맡고 있다.
실론의 콜롬보 출신으로, 모스크바 금융 연구소에서 학위를 받은 뒤 노르니켈의 이사회 회장을 역임하였다. 2001년 타이미르 자치구의 주지사가 되어 2002년까지 직책을 유지했고, 이후에는 크라스노야르스크 지방의 주지사에 당선되어 2010년까지 재직하였다. 그 뒤 신설된 북캅카스 연방관구의 대통령 전권 대표로 임명되었다.

## 역대 선거 결과
| 선거명      | 직책명                  | 대수 | 정당   | 1차 득표율 | 1차 득표수 | 2차 득표율 | 2차 득표수 | 결과 | 당락                         |
| ----------- | ----------------------- | ---- | ------ | ---------- | ---------- | ---------- | ---------- | ---- | ---------------------------- |
| 2002년 선거 | 크라스노야르스크 주지사 | 4대  | 무소속 | 25.15%     | 262,251표  | 48.07%     | 496,415표  | 1위  | 크라스노야르스크 주지사 당선 |